# 品川義雄
品川 義雄（しながわ よしお、1929年（昭和4年）12月25日 - ）は、日本の政治家。元埼玉県鶴ヶ島市長（3期）。旭日小綬章受章。
内野欣鶴ヶ島町長（後に市長）の下で助役を務めた。市制移行後に内野が勇退したことによる鶴ヶ島市長選に出馬し無投票で当選。鶴ヶ島市長に1993年11月5日就任。2005年11月5日に任期満了となり藤縄善朗に職を譲り退任した。通算3期12年。
2007年には旭日小綬章を受章した。